# Кела
Кела (груз. ყელა) — село в Грузии, на территории Ланчхутского муниципалитета края (мхаре) Гурия.

## География
Село находится в западной части Грузии, в предгорьях Гурийского хребта, на берегах реки Гведисцкали, на расстоянии приблизительно 7 километров (по прямой) к юго-западу от города Ланчхути, административного центра муниципалитета. Абсолютная высота — 107 метров над уровнем моря.

## Население
По результатам официальной переписи населения 2014 года, в Келе проживало 249 человек (123 мужчины и 126 женщин). В национальной структуре населения грузины составляли 99,6 %, осетины — 0,4 %.
| Год  | Население, человек |
| ---- | ------------------ |
| 2002 | 467                |
| 2014 | ↘ 249              |